# Thiago Silva
Thiago Emiliano da Silva (Río de Janeiro, 22 de septiembre de 1984), conocido deportivamente como Thiago Silva, es un futbolista brasileño que juega como defensa en el Fluminense F. C. del Campeonato Brasileño de Serie A.

## Trayectoria

### Inicios
En 2001 firmó su primer contrato profesional debutando en tercera división de Río Grande do Sul. Dos años más tarde debutó profesionalmente en el E. C. Juventude del entrenador Ivo Wortmann, donde tuvo un gran rendimiento en el Campeonato Brasileño de 2004, ganando el Balón de Plata de la revista Placar. Tras esa temporada el Porto, de Portugal, lo fichó por cinco años.
Después de varios problemas respiratorios y las lesiones, había pocas oportunidades, y luego fue cedido al F. C. Dinamo Moscú, a Rusia, en enero de 2005. Sin embargo, con el frío intenso, los problemas de salud empeoraron y sufrió de neumonía, dejándolo cuatro meses hospitalizado. Estos problemas hicieron que volviese a su ciudad natal, para intentar recuperarse jugando en el Fluminense.

### Fluminense
El retorno a Brasil se produjo en 2006 cuando fue cedido a préstamo al Fluminense de Río de Janeiro. Aún con las dificultades por las que pasaba el club en esos momentos, demostró un gran rendimiento. En 2007 retomó su buen momento de forma, destacando constantemente en el Campeonato Brasileño de Serie A y coronándose con el título de la Copa de Brasil. Además de estos títulos, ayudó a su equipo a alcanzar el subcampeonato de la Copa Libertadores en 2008. En su último encuentro con la camiseta tricolor, en Maracanã, la afición le rindió un homenaje antes de que viajase hacia Milán.

### A. C. Milan

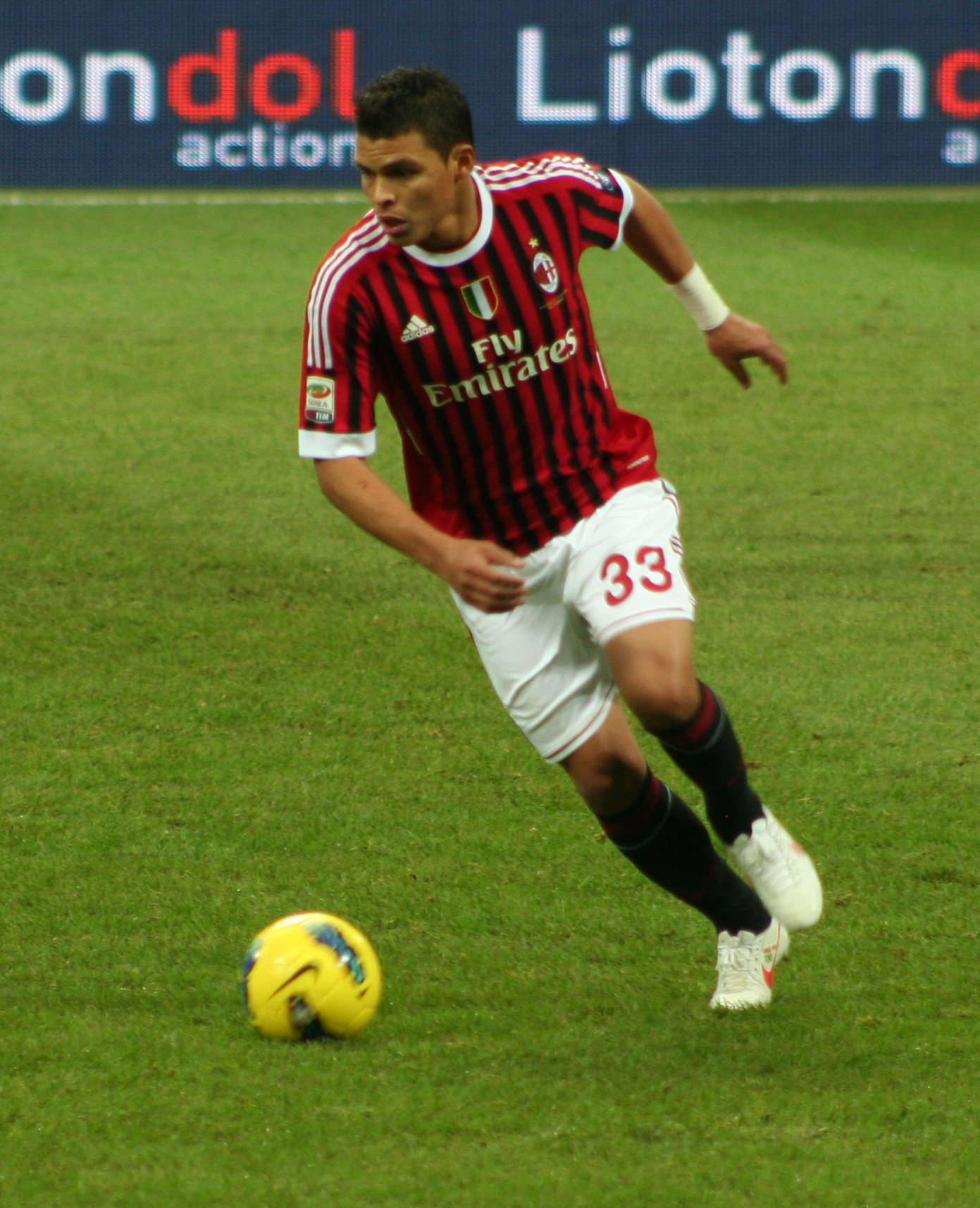
Thiago Silva disputando una pelota contra el Siena, el 17 de diciembre de 2011.

En diciembre de 2008 fue transferido al A. C. Milan de la Serie A italiana por 10 millones de dólares. Su debut con el club se produjo el 21 de enero de 2009 en un amistoso contra el equipo alemán Hannover 96 en el que el Milan se llevó un empate 2 a 2, con un buen rendimiento del zaguero, que jugó los 90 minutos.
Sin embargo, fue integrado a la lista de convocados para disputar partidos de liga en julio de 2009, siete meses después de su contratación, debido a que el A. C. Milan ya había alcanzado el límite de jugadores sin pasaporte de la Unión Europea. Marcó su primer gol con el A. C. Milan el 8 de noviembre de 2009, en la victoria 2-1 sobre la S. S. Lazio. Sin embargo, en la segunda mitad de ese partido, también anotó un autogol. En su segunda temporada en el equipo se adjudicó la liga italiana, a falta de dos jornadas para terminar la competición.
En agosto de 2011 también se adjudicó la Supercopa de Italia 2011, en un partido disputado en el Estadio Nacional de Pekín. El 13 de septiembre de 2011 marcó un gol vital al F. C. Barcelona, en el último minuto, siendo el definitivo 2-2 en la fase de grupos de la Liga de Campeones de la UEFA. Sin embargo, el club español los eliminó en los cuartos de final y no ganaron ningún título esa temporada, terminando en segundo lugar la Serie A.

### París Saint-Germain

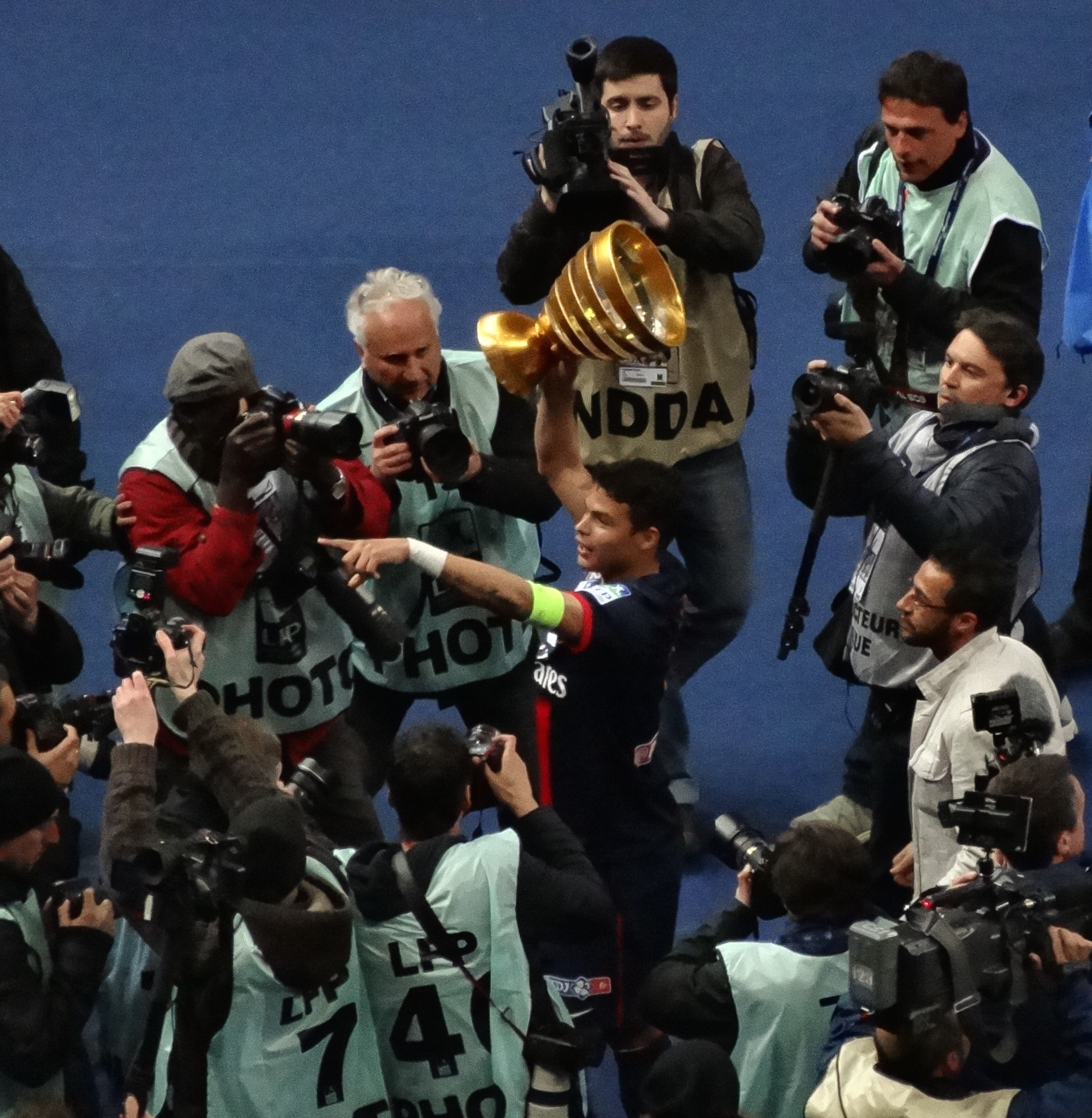
Thiago Silva levantando la Copa de la Liga.

En julio de 2012 se confirmó su fichaje por el París Saint-Germain, llegando al club junto a Zlatan Ibrahimović y Ezequiel Lavezzi, entre los fichajes destacados. Su fichaje fue valorado en 42 millones de euros. Ese año se proclamó campeón de la Ligue 1 2012-13, consiguiendo su equipo el tercer título de liga de su historia, tras los conseguidos en 1986 y 1994. A partir de entonces el equipo consiguió una racha de títulos de liga que no había conseguido en toda su historia, ganando desde entonces todos los años hasta 2020, perdiendo únicamente en 2017 ante el A. S. Mónaco.
Estos títulos se sumaron a los del resto de competiciones nacionales. En la Supercopa de Francia consiguieron ganar todas las ediciones desde 2013 hasta 2019, batiendo el récord de títulos consecutivos que ostentaba el Olympique de Lyon. En la Copa de la Liga de Francia ganaron consecutivamente desde la temporada 2013-14 hasta la 2017-18, batiendo también el récord de títulos consecutivos. En la Copa de Francia también ganaron consecutivamente desde la temporada 2014-15 hasta la 2017-18, batiendo nuevamente el récord de títulos consecutivos. En la final de la Copa de Francia de Fútbol 2017-18 se enfrentaron a Les Herbiers VF, un equipo de tercera división, y tras ganarles el partido, como capitán del equipo, invitó al capitán de sus rivales a subir con ellos a levantar el trofeo.
El 29 de junio de 2020, un día antes de que terminara su contrato, renovó por dos meses hasta la finalización de las competiciones de la temporada 2019-20 que se alargaron como consecuencia de la pandemia de enfermedad por coronavirus. El 28 de agosto, una vez estas ya habían finalizado, firmó por una temporada con el Chelsea F. C. con opción a una segunda por parte del club.

### Regreso a Fluminense
En mayo de 2024, tras disputar 155 partidos con los londinenses en cuatro campañas, Fluminense hizo oficial su regreso al club después de 16 años.

## Selección nacional

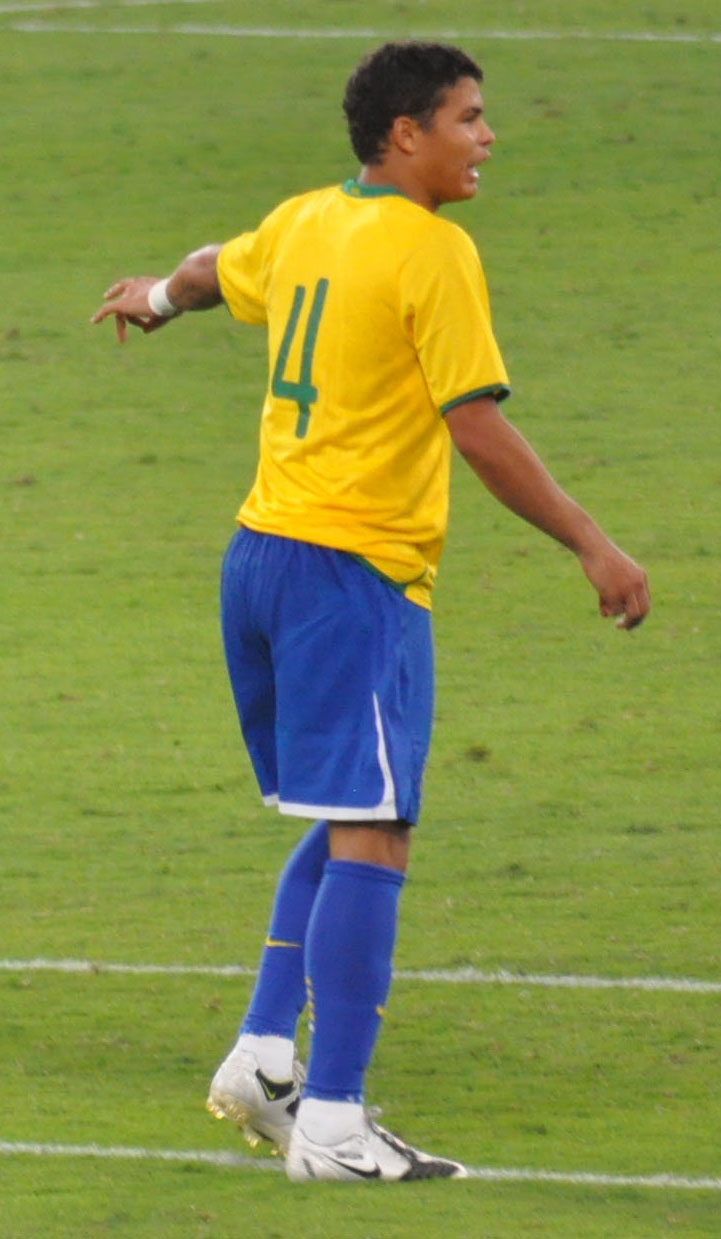
Thiago Silva juega para en un amistoso contra, el 14 de noviembre de 2009.

En junio de 2008 fue convocado por el seleccionador brasileño Dunga en dos ocasiones en la fase de clasificación de la Copa Mundial de Fútbol de 2010. Dos meses más tarde, fue invitado a participar a los Juegos Olímpicos de Pekín 2008 como uno de los futbolistas de más de veintitrés años permitidos en la selección. El jugador se lesionó en la preparación y jugó en solo dos partidos, uno como titular.
En noviembre de 2009 fue requerido nuevamente por el entrenador Dunga para el amistoso contra Inglaterra el 14 de noviembre y contra el combinado de Omán el 17 de noviembre. Fue convocado en el equipo nacional que disputó la Copa Mundial de Fútbol de 2010, pero no disputó ningún partido. En julio de 2012 fue incluido por Mano Menezes en la lista de 18 jugadores que integraron el equipo olímpico brasilero que compitió en los Juegos Olímpicos de Londres de 2012.
El 24 de abril de 2014 el entrenador de la selección brasileña, Luiz Felipe Scolari, confirmó que estaría entre los 23 jugadores que representaría a Brasil en la Copa Mundial de Fútbol de 2014. Su inclusión fue ratificada el 7 de mayo de 2014 cuando Scolari publicó la lista final jugadores. Tuvo un notable campeonato, pero no pudo estar presente en la derrota 1-7 de su selección ante Alemania en las semifinales debido a acumulación de tarjetas amarillas.
En la Copa Mundial de Fútbol de 2018 volvió a ser el defensor central titular de la selección brasileña que quedó eliminada en los cuartos de final, al perder por 2 a 1 contra Bélgica.
El 10 de octubre de 2021, en un partido de clasificación para el Mundial 2022 ante Colombia, alcanzó las cien internacionalidades.

### Participaciones en Copas del Mundo
| Mundial           | Sede      | Resultado        | Partidos | Goles |
| ----------------- | --------- | ---------------- | -------- | ----- |
| Copa Mundial 2010 | Sudáfrica | Cuartos de final | 0        | 0     |
| Copa Mundial 2014 | Brasil    | Cuarto lugar     | 6        | 1     |
| Copa Mundial 2018 | Rusia     | Cuartos de final | 5        | 1     |
| Copa Mundial 2022 | Catar     | Cuartos de final | 4        | 0     |

### Participaciones en Copas América
| Copa              | Sede      | Resultado        | Partidos | Goles |
| ----------------- | --------- | ---------------- | -------- | ----- |
| Copa América 2011 | Argentina | Cuartos de final | 4        | 0     |
| Copa América 2015 | Chile     | Cuartos de final | 3        | 1     |
| Copa América 2019 | Brasil    | Campeón          | 6        | 0     |
| Copa América 2021 | Brasil    | Subcampeón       | 5        | 0     |

### Participaciones en Juegos Olímpicos
| Juegos                | Sede    | Resultado    | Partidos | Goles |
| --------------------- | ------- | ------------ | -------- | ----- |
| Juegos Olímpicos 2008 | Pekín   | Tercer lugar | 2        | 0     |
| Juegos Olímpicos 2012 | Londres | Subcampeón   | 6        | 0     |

### Goles internacionales
| Gol | Fecha                    | Sede                                  | Oponente       | Marcador | Resultado | Competición                    |
| --- | ------------------------ | ------------------------------------- | -------------- | -------- | --------- | ------------------------------ |
| 1.  | 30 de mayo de 2012       | FedEx Field, Landover                 | Estados Unidos | 2–0      | 4–1       | Amistoso                       |
| 2.  | 11 de septiembre de 2013 | Gillette Stadium, Foxborough          | Portugal       | 1–1      | 3–1       | Amistoso                       |
| 3.  | 4 de julio de 2014       | Estádio Castelão, Fortaleza           | Colombia       | 1–0      | 2–1       | Copa Mundial de Fútbol de 2014 |
| 4.  | 21 de junio de 2015      | Estadio Monumental, Santiago de Chile | Venezuela      | 1–0      | 2–1       | Copa América 2015              |
| 5.  | 13 de junio de 2017      | Melbourne Cricket Ground, Melbourne   | Australia      | 2–0      | 4–0       | Amistoso                       |
| 6.  | 22 de junio de 2018      | Otkrytiye Arena, Moscú                | Serbia         | 2–0      | 2–0       | Copa Mundial de Fútbol de 2018 |
| 7.  | 9 de junio de 2019       | Estadio Beira-Rio, Porto Alegre       | Honduras       | 2–0      | 7–0       | Amistoso                       |

## Estadísticas

### Clubes
Actualizado al último partido disputado el 2 de agosto de 2025.
| Club                              | Div.          | Temporada     | Liga  | Liga  | Estatal | Estatal | Copas nacionales | Copas nacionales | Torneos internacionales | Torneos internacionales | Total | Total |
| Club                              | Div.          | Temporada     | Part. | Goles | Part.   | Goles   | Part.            | Goles            | Part.                   | Goles                   | Part. | Goles |
| --------------------------------- | ------------- | ------------- | ----- | ----- | ------- | ------- | ---------------- | ---------------- | ----------------------- | ----------------------- | ----- | ----- |
| E. C. Juventude · Brasil          | 1.ª           | 2004          | 28    | 3     | 1       | 0       | 1                | 0                | —                       | —                       | 30    | 3     |
| E. C. Juventude · Brasil          | Total club    | Total club    | 28    | 3     | 1       | 0       | 1                | 0                | 0                       | 0                       | 30    | 3     |
| F. C. Porto "B" Portugal          | 3.ª           | 2004-05       | 14    | 0     | —       | —       | —                | —                | —                       | —                       | 14    | 0     |
| F. C. Porto "B" Portugal          | Total club    | Total club    | 14    | 0     | 0       | 0       | 0                | 0                | 0                       | 0                       | 14    | 0     |
| F. C. Dinamo de Moscú · Rusia     | 1.ª           | 2005          | 0     | 0     | —       | —       | 0                | 0                | 0                       | 0                       | 0     | 0     |
| F. C. Dinamo de Moscú · Rusia     | Total club    | Total club    | 0     | 0     | 0       | 0       | 0                | 0                | 0                       | 0                       | 0     | 0     |
| Fluminense F. C. · Brasil         | 1.ª           | 2006          | 31    | 0     | 5       | 0       | 8                | 0                | 4                       | 0                       | 48    | 0     |
| Fluminense F. C. · Brasil         | 1.ª           | 2007          | 30    | 5     | 9       | 0       | 12               | 3                | —                       | —                       | 51    | 8     |
| Fluminense F. C. · Brasil         | 1.ª           | 2008          | 20    | 1     | 14      | 3       | 0                | 0                | 12                      | 2                       | 46    | 6     |
| A. C. Milan · Italia              | 1.ª           | 2009-10       | 33    | 2     | —       | —       | 0                | 0                | 7                       | 0                       | 40    | 2     |
| A. C. Milan · Italia              | 1.ª           | 2010-11       | 33    | 1     | —       | —       | 3                | 0                | 6                       | 0                       | 42    | 1     |
| A. C. Milan · Italia              | 1.ª           | 2011-12       | 27    | 2     | —       | —       | 3                | 0                | 7                       | 1                       | 37    | 3     |
| A. C. Milan · Italia              | Total club    | Total club    | 93    | 5     | 0       | 0       | 6                | 0                | 20                      | 1                       | 119   | 6     |
| Paris Saint-Germain F. C. Francia | 1.ª           | 2012-13       | 22    | 0     | —       | —       | 3                | 1                | 9                       | 2                       | 34    | 3     |
| Paris Saint-Germain F. C. Francia | 1.ª           | 2013-14       | 28    | 3     | —       | —       | 7                | 0                | 7                       | 0                       | 42    | 3     |
| Paris Saint-Germain F. C. Francia | 1.ª           | 2014-15       | 26    | 1     | —       | —       | 8                | 0                | 6                       | 1                       | 40    | 2     |
| Paris Saint-Germain F. C. Francia | 1.ª           | 2015-16       | 30    | 1     | —       | —       | 7                | 0                | 9                       | 0                       | 46    | 1     |
| Paris Saint-Germain F. C. Francia | 1.ª           | 2016-17       | 27    | 3     | —       | —       | 6                | 3                | 7                       | 0                       | 40    | 6     |
| Paris Saint-Germain F. C. Francia | 1.ª           | 2017-18       | 25    | 1     | —       | —       | 8                | 0                | 6                       | 0                       | 39    | 1     |
| Paris Saint-Germain F. C. Francia | 1.ª           | 2018-19       | 25    | 0     | —       | —       | 7                | 0                | 7                       | 0                       | 39    | 0     |
| Paris Saint-Germain F. C. Francia | 1.ª           | 2019-20       | 21    | 0     | —       | —       | 5                | 1                | 9                       | 0                       | 35    | 1     |
| Paris Saint-Germain F. C. Francia | Total club    | Total club    | 204   | 9     | 0       | 0       | 51               | 5                | 60                      | 3                       | 315   | 17    |
| Chelsea F. C. Inglaterra          | 1.ª           | 2020-21       | 23    | 2     | —       | —       | 3                | 0                | 8                       | 0                       | 34    | 2     |
| Chelsea F. C. Inglaterra          | 1.ª           | 2021-22       | 32    | 3     | —       | —       | 5                | 0                | 11                      | 0                       | 48    | 3     |
| Chelsea F. C. Inglaterra          | 1.ª           | 2022-23       | 27    | 0     | —       | —       | 0                | 0                | 8                       | 0                       | 35    | 0     |
| Chelsea F. C. Inglaterra          | 1.ª           | 2023-24       | 31    | 3     | —       | —       | 7                | 1                | —                       | —                       | 38    | 4     |
| Chelsea F. C. Inglaterra          | Total club    | Total club    | 113   | 8     | 0       | 0       | 15               | 1                | 27                      | 0                       | 155   | 9     |
| Fluminense F. C. · Brasil         | 1.ª           | 2024          | 15    | 0     | —       | —       | 1                | 0                | 4                       | 1                       | 20    | 1     |
| Fluminense F. C. · Brasil         | 1.ª           | 2025          | 12    | 0     | 7       | 1       | 1                | 0                | 7                       | 0                       | 27    | 1     |
| Fluminense F. C. · Brasil         | Total club    | Total club    | 108   | 6     | 35      | 4       | 22               | 3                | 27                      | 3                       | 192   | 16    |
| Total carrera                     | Total carrera | Total carrera | 560   | 31    | 36      | 4       | 95               | 9                | 134                     | 7                       | 825   | 51    |
| 1. 2.                             |               |               |       |       |         |         |                  |                  |                         |                         |       |       |

#### Participaciones en Mundial de Clubes de la FIFA
| Torneo                                 | Sede | Club          | Resultado | Partidos | Goles |
| -------------------------------------- | ---- | ------------- | --------- | -------- | ----- |
| Copa Mundial de Clubes de la FIFA 2021 | EAU  | Chelsea F. C. | Campeón   | 2        | 0     |

### Selección nacional
Actualizado al último partido jugado el 22 de junio de 2019.
| Selección         | Año           | Amistosos | Amistosos | Copa América | Copa América | Mundial | Mundial | Juegos Olímpicos | Juegos Olímpicos | Eliminatorias | Eliminatorias | Copa Confederaciones | Copa Confederaciones | Total | Total |
| Selección         | Año           | Part.     | Goles     | Part.        | Goles        | Part.   | Goles   | Part.            | Goles            | Part.         | Goles         | Part.                | Goles                | Part. | Goles |
| ----------------- | ------------- | --------- | --------- | ------------ | ------------ | ------- | ------- | ---------------- | ---------------- | ------------- | ------------- | -------------------- | -------------------- | ----- | ----- |
| Sub-23 · Brasil   | 2008          | 2         | 0         | -            | -            | -       | -       | 2                | 0                | -             | -             | -                    | -                    | 4     | 0     |
| Sub-23 · Brasil   | 2012          | 1         | 0         | -            | -            | -       | -       | 6                | 0                | -             | -             | -                    | -                    | 7     | 0     |
| Sub-23 · Brasil   | Total         | 3         | 0         | 0            | 0            | 0       | 0       | 8                | 0                | 0             | 0             | 0                    | 0                    | 11    | 0     |
| Absoluta · Brasil | 2008          | 1         | 0         | -            | -            | -       | -       | -                | -                | 2             | 0             | -                    | -                    | 3     | 0     |
| Absoluta · Brasil | 2009          | 3         | 0         | -            | -            | -       | -       | -                | -                | -             | -             | -                    | -                    | 3     | 0     |
| Absoluta · Brasil | 2010          | 5         | 0         | -            | -            | -       | -       | -                | -                | -             | -             | -                    | -                    | 5     | 0     |
| Absoluta · Brasil | 2011          | 9         | 0         | 4            | 0            | -       | -       | -                | -                | -             | -             | -                    | -                    | 13    | 0     |
| Absoluta · Brasil | 2012          | 8         | 1         | -            | -            | -       | -       | -                | -                | -             | -             | -                    | -                    | 8     | 1     |
| Absoluta · Brasil | 2013          | 7         | 1         | -            | -            | -       | -       | -                | -                | -             | -             | 5                    | 0                    | 12    | 1     |
| Absoluta · Brasil | 2014          | 3         | 0         | -            | -            | 6       | 1       | -                | -                | -             | -             | -                    | -                    | 9     | 1     |
| Absoluta · Brasil | 2015          | 3         | 0         | 3            | 1            | -       | -       | -                | -                | -             | -             | -                    | -                    | 6     | 1     |
| Absoluta · Brasil | 2016          | 0         | 0         | -            | -            | -       | -       | -                | -                | 1             | 0             | -                    | -                    | 1     | 0     |
| Absoluta · Brasil | 2017          | 3         | 1         | -            | -            | -       | -       | -                | -                | 4             | 0             | -                    | -                    | 7     | 1     |
| Absoluta · Brasil | 2018          | 7         | 0         | -            | -            | 5       | 1       | -                | -                | -             | -             | -                    | -                    | 12    | 1     |
| Absoluta · Brasil | 2019          | 2         | 0         | 3            | 0            | 0       | 0       | -                | -                | -             | -             | -                    | -                    | 5     | 0     |
| Absoluta · Brasil | Total         | 51        | 3         | 10           | 1            | 11      | 2       | 0                | 0                | 7             | 0             | 5                    | 0                    | 84    | 6     |
| Total carrera     | Total carrera | 51        | 3         | 10           | 1            | 11      | 2       | 8                | 0                | 7             | 0             | 5                    | 0                    | 95    | 6     |

## Palmarés

### Títulos nacionales
| Título               | Club                      | País      | Año     |
| -------------------- | ------------------------- | --------- | ------- |
| Copa de Brasil       | Fluminense F. C.          | Brasil    | 2007    |
| Serie A              | A. C. Milan               | Italia    | 2010-11 |
| Supercopa de Italia  | A. C. Milan               | China     | 2011    |
| Ligue 1              | Paris Saint-Germain F. C. | Francia   | 2012-13 |
| Supercopa de Francia | Paris Saint-Germain F. C. | Gabón     | 2013    |
| Copa de la Liga      | Paris Saint-Germain F. C. | Francia   | 2013-14 |
| Ligue 1              | Paris Saint-Germain F. C. | Francia   | 2013-14 |
| Supercopa de Francia | Paris Saint-Germain F. C. | China     | 2014    |
| Copa de la Liga      | Paris Saint-Germain F. C. | Francia   | 2014-15 |
| Ligue 1              | Paris Saint-Germain F. C. | Francia   | 2014-15 |
| Copa de Francia      | Paris Saint-Germain F. C. | Francia   | 2014-15 |
| Supercopa de Francia | Paris Saint-Germain F. C. | Canadá    | 2015    |
| Ligue 1              | Paris Saint-Germain F. C. | Francia   | 2015-16 |
| Copa de la Liga      | Paris Saint-Germain F. C. | Francia   | 2015-16 |
| Copa de Francia      | Paris Saint-Germain F. C. | Francia   | 2015-16 |
| Supercopa de Francia | Paris Saint-Germain F. C. | Austria   | 2016    |
| Copa de la Liga      | Paris Saint-Germain F. C. | Francia   | 2016-17 |
| Copa de Francia      | Paris Saint-Germain F. C. | Francia   | 2016-17 |
| Supercopa de Francia | Paris Saint-Germain F. C. | Marruecos | 2017    |
| Copa de la Liga      | Paris Saint-Germain F. C. | Francia   | 2017-18 |
| Ligue 1              | Paris Saint-Germain F. C. | Francia   | 2017-18 |
| Copa de Francia      | Paris Saint-Germain F. C. | Francia   | 2017-18 |
| Supercopa de Francia | Paris Saint-Germain F. C. | China     | 2018    |
| Ligue 1              | Paris Saint-Germain F. C. | Francia   | 2018-19 |
| Supercopa de Francia | Paris Saint-Germain F. C. | China     | 2019    |
| Ligue 1              | Paris Saint-Germain F. C. | Francia   | 2019-20 |
| Copa de Francia      | Paris Saint-Germain F. C. | Francia   | 2019-20 |
| Copa de la Liga      | Paris Saint-Germain F. C. | Francia   | 2019-20 |

### Títulos internacionales
| Título                            | Club (*)                     | Sede    | Año     |
| --------------------------------- | ---------------------------- | ------- | ------- |
| Juegos Olímpicos                  | Selección olímpica de Brasil | Pekín   | 2008    |
| Juegos Olímpicos                  | Selección olímpica de Brasil | Londres | 2012    |
| Copa Confederaciones              | Selección de Brasil          | Brasil  | 2013    |
| Copa América                      | Selección de Brasil          | Brasil  | 2019    |
| Liga de Campeones de la UEFA      | Chelsea F. C.                | Oporto  | 2020-21 |
| Supercopa de la UEFA              | Chelsea F. C.                | Belfast | 2021    |
| Copa Mundial de Clubes de la FIFA | Chelsea F. C.                | EAU     | 2021    |

(*) Incluyendo la selección.

### Distinciones individuales
| Distinción                                                      | Año              |
| --------------------------------------------------------------- | ---------------- |
| Incluido en el Once Ideal de América                            | 2008             |
| Samba de oro                                                    | 2011, 2012, 2013 |
| Equipo del año UEFA                                             | 2011, 2012, 2013 |
| XI Mundial FIFA/FIFPro                                          | 2013, 2014, 2015 |
| Incluido en el Once Ideal del Mundial                           | 2014, 2018       |
| Incluido en el Once Ideal de la Copa América                    | 2019             |
| Mejor jugador de la Copa Mundial de Clubes de la FIFA           | 2021             |
| Parte de los 100 mejores jugadores del mundo según The Guardian | 2022             |
| Jugador de la temporada del Chelsea F. C.                       | 2022-23          |
| Equipo ideal de la Copa Mundial de Clubes de la FIFA            | 2025             |